# Gornja Bunuša
Gornja Bunuša naselje je u gradu Leskovcu, Jablanički upravni okrug, Srbija. Prema popisu iz 2022. godine u Gornjoj Bunuši je živjelo 406 stanovnika.